# Авксентий (Абражей)
Епи́скоп Авксе́нтий (в миру Андрей Эдуардович Абражей; род. 10 января 1973, Гомель) — архиерей Белорусской православной церкви, епископ Несвижский, викарий патриаршего экзарха всея Белоруссии, наместник Юровичского Богородице-Рождественского монастыря Туровской епархии.

## Биография
Родился 10 января 1973 в Гомеле в семье «рабочей интеллигенции». Крещён 19 декабря 1985 года в Никольском храме Гомеля. В 1988 году окончил 8 классов средней школы № 2 в Гомеле и поступил в Железнодорожный техникум, который окончил в 1992 году, получив специальность — «техник-электромеханик изотермического подвижного состава». С сентября 1992 по март 2003 года работал в должности начальника пассажирского поезда в Гомельском пассажирском участке Белорусской железной дороги. В армии не служил.
С мая 2003 года нёс послушание сторожа в Никольском мужском монастыре города Гомеля и 11 сентября, по благословению архиепископа Гомельского и Жлобинского Аристарха (Станкевича), был зачислен в число братии этого монастыря. 25 октября 2003 года, по благословению архиепископа Гомельского и Жлобинского Аристарха (Станкевича), был пострижен, архимандритом Антонием (Кузнецовым) в иночество с именем Авксентий в честь преподобного Авксентия отшельника Вифинского (память 14/27 февраля).
4 ноября 2003 года архиепископом Аристархом рукоположен в сан иеродиакона и назначен на диаконское служение в Никольский мужской монастырь в Гомеле. 1 января 2004 года, по окончании вечернего богослужения, по благословению архиепископа Аристарха, архимандритом Антонием (Кузнецовым) был пострижен в мантию с сохранением имени Авксентий в честь священномученика Авксентия Севастийского (память 13/26 декабря). 6 января 2004 года в навечерие Рождества Христова, архиепископом Гомельским и Жлобинским Аристархом рукоположен в сан иеромонаха и определён на священническое служение в Никольском мужском монастыре в Гомеле. С 18 марта 2004 года по 2 августа 2010 года нёс послушание келаря монастыря.
В сентябре 2004 года, поступил в Московскую духовную семинарию на заочное отделение и окончил её, по старой программе, в 2009 году. В 2009 году поступил на бакалавриат в Минскую духовную семинарию и окончил её экстерном в 2010 году со степенью бакалавра богословия, защитив дипломную работу по теме: «Формирование личности детей дошкольного возраста средствами православной педагогики на опыте сотрудничества дошкольного учреждения и Церкви».
11 апреля 2008 года «во внимание к усердному служению Церкви Божией» архиепископом Гомельским и Жлобинским Аристархом награждён наперсным крестом.
28 ноября 2009 года по благословению Патриаршего экзарха всея Беларуси митрополита Минского и Слуцкого Филарета (Вахромеева) возведён в сан игумена.
В Гомельской епархии нёс послушание духовника Инновационных площадок по духовно-нравственному воспитанию в дошкольном учреждении образования ясли-сад № 170 и СШ № 30 города Гомеля. С 2010 по 2011 — преподаватель епархиальных библейско-богословских курсов.
31 января 2012 года назначен на священническое служение в Иоанно-Кормянском женском монастыре в деревне Корма Добрушского района Гомельской епархии.
12 октября 2013 года по ходатайству епископа Туровского и Мозырского Леонида (Филя) переведён в штат Туровской епархии и назначен на должность старшего священника Рождество-Богородичного мужского монастыря в деревне Юровичи Туровской епархии и старшего священника Храма Казанской иконы Божьей Матери в городе Калинковичи.
10 ноября 2013 года, решением Епархиального совета Туровской епархии назначен благочинным Калинковичского благочиния и Председателем отдела образовании и катехизации Туровской епархии.
1 декабря 2013 года награждён правом ношения креста с украшениями.
В 2014 году поступил в магистратуру Минской духовной академии на кафедру апологетики. В 2018 году защитил магистерскую диссертацию по теме: «Развитие педагогической теории К. Д. Ушинского в контексте православной педагогики», получив степень магистра богословия.
В октябре 2015 года преосвященным епископом Леонидом назначен председателем епархиального суда, возглавлял его до 2020 года.
19 апреля 2016 года епископом Туровским и Мозырским Леонидом, на основании решения заседания Синода БПЦ от 24 марта 2016 года, утверждённого Священным Синодом РПЦ 16 апреля 2016 года, назначен наместником Свято-Рождество-Богородичного мужского монастыря в деревни Юровичи Калинковичского района Туровской епархии.
23 ноября 2020 года указом митрополита Минского и Заславского Вениамина, Патриаршего Экзарха всея Беларуси, назначен заместителем председателя Синодального отдела религиозного образования и катехизации Белорусской православной церкви по направлению «взаимодействие с духовными школами».
В 2021 году, во внимание к усердному служению Святой Церкви Христовой, ко Дню Пасхи, митрополитом Минским и Заславским Вениамином, патриаршим экзархом всея Беларуси, награждён правом служения Божественной литургии с отверстыми царскими вратами по «Отче наш…».
В 2022 году окончил Мозырский государственный педагогический университет с отличием по специальности «История и обществоведческие дисциплины», защитил дипломную работу на тему: «Исторические основы формирования педагогической традиции восточных славян в Χ-ΧIII вв.» с присвоением квалификация «Преподаватель».

### Архиерейство
27 февраля 2024 года Синод Белорусской православной церкви постановил: «Одобрить предложенную Митрополитом Минским и Заславским Вениамином, Патриаршим Экзархом всея Беларуси, кандидатуру наместника Свято-Рождество-Богородичного Юровичского мужского монастыря игумена Авксентия (Абражея Андрея Эдуардовича) для избрания во епископа и назначения викарием Патриаршего Экзарха всея Беларуси». 12 марта 2024 года решением Священного Синода РПЦ избран епископом Несвижским, викарием патриаршего экзарха всея Белоруссии.
30 марта 2024 года в кафедральном соборе Архангела Михаила в Мозыре Гомельской области епископом Туровским и Мозырским Леонидом (Филем) возведён в сан архимандрита.
21 апреля 2024 года в новоосвящённом храме Чуда Архангела Михаила в Хонех в Братееве хиротонисан во епископа Несвижского, викария Патриаршего экзарха всея Беларуси. Хиротонию совершили: Патриарх Московский и всея Руси Кирилл, митрополит Минский и Заславский Вениамин (Тупеко), митрополит Воскресенский Григорий (Петров), митрополит Каширский Феогност (Гузиков), епископ Туровский и Мозырский Леонид (Филь), епископ Борисовский и Марьиногорский Амвросий (Шевцов), епископ Раменский Алексий (Туриков)